# Eberhard Ferstl
Eberhard Ferstl, född 16 januari 1933 i München, död 8 oktober 2019, var en tysk före detta landhockeyspelare.
Ferstl blev olympisk bronsmedaljör i landhockey vid sommarspelen 1956 i Melbourne.